# جاكلين إسبر
جاكلين إسبر (16 سبتمبر 1959 - 27 نوفمبر 2016) المعروفة بالاسم الحركي ريما، من مؤسسي الفصائل المسلحة الثورية اللبنانية، شاركت في عدة عمليات عسكرية ضد أهداف إسرائيلية وأمريكية كان أهمها اغتيالها للملحق الأمني للسفارة الإسرائيلية في باريس ياكوف بارسيمنتوف. تبنت شعار «فلسطين البوصلة» أو «فلسطين هي اتجاه البوصلة الصحيح». كما تبنت شعار: «وراء العدو في كل مكان»

## حياتها
متحدرة في الاصل من بلدة جبرايل، عكار. لكنها كانت نشأت وترعرعت في منطقة الأشرفية ببيروت، ودرست الحقوق في الجامعة اللبنانية.
في تلك الفترة، استفزّ الفتاة العكّارية كيف أن العدو الإسرائيلي، الذي يقصف قرى الجنوب اللبناني وبلداته ويمعن فيها تدميراً، والذي ينطلق من أرض اغتصبها من أهلها الفلسطينيين، هو نفسه من يدعم القوى المهيمنة على المنطقة حيث كانت تعيش.
وفيما كان اللبنانيون يقاتل بعضهم بعضاً، بل ويستعين بعضهم بالعدو، كانت «ريما» ـــــ اسم جاكلين الحركي ــــ ورفاقها يرون أن للصراع وجهة أخرى، بدءاً من ثورة الصيادين في صيدا وأحداث معمل غندور، مروراً بترسيخ الأميركيين للشرخ الطائفي بعد حرب السنتين، وجلاء الدور الفرنسي في دعم الكيان الصهيوني وتسليحه (نووياً وغير نووي)، تشكّل الوعي اليساري لـ» ريما» ورفاقها. «كان لا بد من أن نساهم في إسقاط قناع الأم الحنون وفضح وجهها الحقيقي للعلن». وبالتالي، كان لا بد من ترجمة كل هذه الثورة الكامنة بشكل عملي. تزامن ذلك مع «ظاهرة وديع حداد» الذي تأثرت به «ريما» ورفاقها واحتذوا بنموذجه، معتمدين على تكتيكات التوباماروس، ومتأثرين أيضاً بالنموذج الذي قدمته المقاومة الشعبية الفيتنامية.
فكان القرار: «سنضرب العدو في المكان الذي نقرره ونحدد زمانه، في حين كان، كل الوقت، هو من يقرر أرض المعركة سابقاً، من لبنان إلى فلسطين إلى خلق الشرخ العمودي بين الفئات اللبنانية»، بحسب قولها.
اختاروا إذاً أن يكونوا «وراء العدو في كل مكان». حدّدوا أرض المعركة، وسافروا إلى حيث سيؤلمون العدو الصهيوني وأعوانه الأميركيين والفرنسيين الذين يساندونه في جرائمه. كل شيء دُبّر ورُتّب وخُطّط في الخارج، في الشقة التي استؤجِرت باسمها في شارع لاكروا في باريس (ثم لاحقاً في ليون).
لم تكن عملية اغتيال «الملحق الأمني» في سفارة كيان العدو في باريس، ياكوف بارسيمنتوف، أولى العمليات التي نفذتها «ريما» ولا آخرها، لكنها حتماً أهمها. سبقت التنفيذ عملية رصد استمرت أسبوعين تقريباً، تضمنّت التدقيق في حركة «الملحق الأمني» الصهيوني. وهذا ما كتبه العدو الإسرائيلي بنفسه على الصفحات الأولى لجرائده. وحدد نهار التنفيذ في 3 نيسان 1982.

## اغتيال ياكوف بارسيمنتوف
| بيان اغتيال الملحق الأمني "نحن، الفصائل المسلحة الثورية اللبنانية، نعلن إلى كل الذين يدينون الإرهاب، وينشطون لأجل إلغاء الاستغلال المجتمعي والحروب، أننا أعدمنا ياكوف بارسيمنتوف. إن الإعلام الإمبريالي والحكومات التي تدعم الإمبريالية، مثل الحكومة الفرنسية، يبكون على «الإرهاب». لكن من هم الإرهابيون؟ هم الذين يقتلون شابا في الضفة الغربية لأنه يقاوم ضم وطنه للكيان الإسرائيلي. هم الذين يقصفون المدنيين في الجنوب اللبناني، هم الذين يقتلون بشكل أعمى ثم يتجرأون بوقاحة على طلب وقف إطلاق نار زائف. نحن نهاجم من ينظمون هذه المجزرة بحق الشعب الفلسطيني. نحن نحمي حياة الابرياء حتى لو كان الثمن أمننا الشخصي. منذ سبع سنوات ولبنان تحت الحرب. منذ سبع سنوات، وتحت غطاء مواجهة "المتطرفين الفلسطينيين"، تدمر الإمبريالية كل ما هو تقدمي في لبنان. هو حقنا أن ندافع عن أنفسنا. هو حقنا أن نهاجم الامبريالية أينما وجدت، وخاصة حيث تحظى بدعم الحكومات القائمة. سنواصل حربنا على الامبريالية حتى النصر. فلتسقط امبريالية أمريكية ومرتزقتها الأوروبيون. النصر أو النصر الفصائل المسلحة الثورية اللبنانية 3 نيسان 1982" |
| —{{{المصدر}}} |

مشت «ريما» إلى ساحة المعركة بتصميم وشجاعة قل نظيرهما، بحسب رفاقها. حملت مسدساً تشيكياً صغيراً أوتوماتيكياً من عيار 7.65 ملم، لم تختره هي بل «هذا ما كان متوافراً حينها» بحسب ما يقول رفاقها (وهو للمناسبة المسدس نفسه الذي صُفّي به الملحق العسكري الاميركي تشارلز راي في 18 كانون الثاني 1982 في العاصمة الفرنسية). اعتمرت «بيريه» بيضاء واتجهت إلى منزله في جادة «فيرديناد بويسون». كانت عطلة نهاية الاسبوع، وكان بارسيمنتوف خارج منزله في نزهة مع عائلته. انتظرته في الحديقة الصغيرة قرب المنزل.
قرابة الظهر وصل. ركن السيارة واتجه مع أفراد عائلته إلى المصعد. ركضت ريما إليه. فتح باب المصعد. انتبه لها، وأراد أن يهجم باتجاهها، لكنها كانت أسرع. نظرت في عينيه وأفرغت خمس طلقات في رأسه وصدره فهوى أرضاً. تأكدت من أنها حققت ما أرادته، ثم عادت أدراجها سريعاً. لحق بها ابنه، وكان يمكن أن يأخذ «نصيب» والده نفسه، لكن هدفها لم يكن عائلته. «ارجع فوراً وإلا أطلقت النار!» قالت لآفي بارسيمنتوف. فاستسلم الأخير وهرب.
تبنّت «الفصائل المسلحة الثورية اللبنانية» العملية في الليلة نفسها، في بيان أصدرته بالفرنسية (انظر الفقرات التالية).
بدأت السلطات الفرنسية حملة واسعة للبحث عن «الفتاة ذات القبعة البيضاء». لكن أجهزة الاستخبارات الفرنسية والموساد الإسرائيلي لم تعثر لها على أثر، رغم أنها بقيت بعد العملية لأكثر من شهر في فرنسا، قبل أن تعود إلى لبنان لمتابعة عملها مع الفصائل.
بعد ذلك، لم تكن حياتها بالسهولة التي يعيشها أيّ منا.
مذّاك، كان على جاكلين أن تهتم لتفاصيل التفاصيل في تحركاتها، وأن تبقى أقوى من كل أجهزة الاستخبارات التي تحاول اقتفاء أثرها. لم تستقر في منزل واحد أو منطقة واحدة. كانت هناك «بيوت آمنة»، لكن انتقالها الدائم بحركة مدروسة كان يكلفها الكثير من الأرق اليومي والحسابات الدقيقة. وبعد صدور الحكم الغيابي بحقها من قبل المحكمة الفرنسية في هذه العملية تحديداً، أصبحت السلطات اللبنانية أيضاً تشكل ضغطاً إضافياً عليها.
لم يكن نضال «ريما» اليومي مقتصراً على تحدّي الموساد والـ» سي آي إيه» وغيرهما والتخفي كي لا يتمكنوا منها، بل كان نضالاً في لقمة العيش أيضاً. ففي بلادنا، لا مكان لمناضلة قاتلت العدو الإسرائيلي في بنية الاقتصاد اللبناني. اتكلت «ريما» على دعم بسيط من بعض الرفاق القادرين، من دون أن تذل النفس لسلطة أو تبغي منصباً أو جاهاً أو حتى شكراً. ولم تنثنِ، بل كانت حتى أيامها الأخيرة تفكر في أهداف عمليات جديدة ضد العدو. وكان عزاؤها الوحيد الذي تجهر به أمام من يعرفونها، أنها في ظل حضور حزب الله والسيد حسن نصرالله في هذا البلد تشعر بأمان أكبر. «كيف فينا ما نحب السيد؟ نحن مع كل من يحمل السلاح ضد العدو الإسرائيلي أمس واليوم وغداً».
يوم الأحد في 27 تشرين الثاني 2016، رحلت «ريما» بهدوء، لتسدل الستارة على واحد من أهم الملفات التي تبنّتها «الفصائل المسلحة الثورية اللبنانية»، وشغل أجهزة الاستخبارات الدولية، من الموساد الإسرائيلي إلى «سي آي إيه» والاستخبارات الفرنسية وغيرها.
كتبت جريدة الأخبار (لبنان) في ملف تكريمها تحت عنوان: ««ريما» ابنة الأشرفية العكّارية: وراء العدو في كل مكان»
"في نهاية سبعينيات القرن الماضي، كانت جاكلين اسبر (مواليد العام 1959 ــــ جبرايل، عكار) فتاة «عادية»، تعيش مع أهلها في منطقة الاشرفية، وتدرس الحقوق في الجامعة اللبنانية. تشكّل الوعي اليساري لـ «ريما» ورفاقها على وقع الاعتداءات الإسرائيلية على الجنوب وثورة الصيادين في صيدا وأحداث معمل غندور.
متأثرين بـ «ظاهرة وديع حداد» والمقاومة الشعبية الفيتنامية، قررت المناضلة في «الفصائل المسلحة الثورية اللبنانية» ورفاقها ملاحقة العدو وأعوانه الأميركيين والفرنسيين الذي يساندونه في جرائمه «في المكان الذي نقرره ونحدد زمانه. في حين كان، كل الوقت، هو من يقرر أرض المعركة سابقاً من لبنان إلى فلسطين». لم تكن عملية اغتيال «الملحق الامني» في سفارة كيان العدو في باريس ياكوف بارسيمنتوف (1982) أولى العمليات التي نفذتها «ريما» ولا آخرها، لكنها حتما أهمها. سبقت التنفيذ عملية رصد استمرت أسبوعين تقريباً. بعدها، توجهت لتنفيذ مهمتها معتمرة «بيريه» بيضاء وحاملة مسدساً تشيكياً صغيراً من عيار 7.65 ملم. وهو، للمناسبة، المسدس نفسه الذي صُفّي به الملحق العسكري الاميركي تشارلز راي في 18 كانون الثاني 1982 في العاصمة الفرنسية. "

## البيانات الصحفية
بيان نعي «جاكلين إسبر» الصادر عن الألوية المسلحة الثورية اللبنانية في 27 تشرين الثاني 2016:
ريما، ناتالي أو جاكلين، (لا يهم الاسم) مواليد 16 أيلول 1959، جبرايل – عكار – لبنان الشمالي. عضو مؤسس في «الفصائل المسلحة الثورية اللبنانية». خططت وشاركت ونفذت مجموعة من العمليات النوعية للفصائل، أشهرها عملية اغتيال ياكوف بارسيمنتوف، التي حكمت بسببها غيابياً بمؤبد من المحكمة الفرنسية.
عاشت حياتها ملاحقة من قبل الانتربول الدولي، دون أن يتمكن منها العدو الإسرائيلي أو الانتربول وموظفيهم في الداخل. إضافة إلى التزامها بالقضية الفلسطينية، منتهجة الكفاح المسلح (كفاح مسلح). والتزامها قضايا الشعوب المظلومة والطبقات المهمشة، قدمت الرفيقة «ريما» نموذجاً نادراً من النضال الصامت، السلوكي، لتكون أولى المناضلات التي ترحل بصمت، فلا تُعرف إلا حين تغادر.
إلى جانب إعلاننا لخسارة رفيقة فريدة، استثنائية، نعلن كسب نهج نضالي فريد واستثنائي أيضاً، مارسته رفيقتنا طيلة حياتها لتقدمه هدية للثوار القادمين ومثلاً يحتذى للنصر على العدو.
الأحد 27 تشرين الثاني 2016
ما كتبته الصحافة، وبيان النفي الصادر عن الفصائل المسلحة الثورية اللبنانية:
فور إعلان نبأ وفاة المناضلة جاكلين إسبر عبر بيان النعي الرسمي الصادر عن الفصائل المسلحة الثورية اللبنانية، تهافتت الوسائل الإعلامية لتغطية الحدث.
ونظراً للمعلومات المغلوطة والملفقة العارية عن الصحة الواردة في غالبية الصحف اللبنانية والعربية والدولية. أصدرت الفصائل المسلحة الثورية اللبنانية بيانات رداً على ورد في جريدتي السفير والديار اللبنانيتين، ثم إصدار بيان نهائي يتبنى حصراً ما ورد في جريدة الاخبار اللبنانية. جاء فيه:
"إننا، الفصائل المسلحة الثورية اللبنانية،
اثر وفاة فقيدتنا الرفيقة جاكلين إسبر («ريما») وانتشار الكثير من الروايات الصحفية في الإعلام عن سيرتها وعن حياتها، صار واجباً علينا أن نوضّح أن أكثر المعلومات التي نُشرت عن الفقيدة لم تكن صحيحة، أو هي مختلقة.
والقليل جدّاً من النّاس كانوا يعرفون الرفيقة جاكلين في السنوات الأخيرة ويتواصلون معها، ومن هنا كان من السّهل أن تنتشر الكثير من الروايات والأخبار الملفّقة لغياب من ينفيها.
نتمنّى من الصحافيين الذين يودّون الكتابة عن الرّاحلة أن يستقوا معلوماتهم من المصادر الصحيحة، احتراماً لذكراها.
ونحن في الفصائل نتبنّى حصراً المعلومات التي وردت عن المناضلة الرّاحلة في جريدة «الأخبار» اللبنانية، التي اعتمدت على وثائق قدّمتها الفصائل عن حياة جاكلين وعلى شهاداتٍ من يعرفها حقّاً.
أمّا أكثر ما نشر خارج ذلك الإطار، عن حياتها وفترة تخفّيها وعلاقاتها بالأحزاب والأفراد، فلم يكن مع الأسف صحيحاً.
في الوقت المناسب، سوف تنشر الفصائل مذكّرات وشهادات توثّق نضال جاكلين وحياتها، وتؤرّخ للعمليات التي قامت بها الفصائل في تلك المرحلة.
نشكر من يحيي ذكرى أبطال الوطن ويتذكّرهم، ولكنّنا نرجو من الإعلام أن يلتزم بأصول العمل الصحفي والمهني في سرده لسيرة «ريما».
3 كانون الأول 2016
الفصائل المسلحة الثورية اللبنانية" 

## ذكرى الأربعين: تكريم خاص في بلدة ريما
| بيان شكر تالي لذكرى الأربعين أصدرته الفصائل المسلحة الثورية اللبنانية وفي اليوم التالي لكل من حضر: إننا، الفصائل المسلحة الثورية اللبنانية، نتقدم بالشكر لكل من شاركنا وأهل رفيقتنا البطلة جاكلين إسبر «ريما» العزاء. فكانت ذكرى مرور أربعين يوم على فقدها مناسبة جامعة تدفع كل مظلوم على الأرض إلى المضي قدماً في الدفاع عن كرامته وأرضه. بدءً من بوصلتنا «فلسطين» المحتلة حتى استعادة كامل التراب الوطني الفلسطيني، ودحر العدو من أرضنا ومائنا وسماءنا. وكافة القوى الدولية التي تتعامل معه أو تقدم له العون المادي والمعنوي. نخص بالشكر راعي أبرشية عكار وتوابعها للروم الأرثوذكس المتروبوليت باسيليوس منصور مثنين على كلمته الملتزمة للنهج النضالي ضد العدو الصهيوني. كما نخص بالشكر وفد حزب الله المعزي ممثلا بالشيخ رضا أحمد مسؤول قطاع الشمال. ووفد الحزب الشيوعي اللبناني ممثلاً بمحمود خليل مسؤول منطقة الشمال. ووفد الجبهة الشعبية ممثلا من بأبو جابر اللوباني مسؤول العلاقات السياسية في لبنان وأحمد غنومي مسؤول منطقة الشمال.[1] ونشكر كل من تعاون ونسق وحضر لإنجاح الذكرى من طاقم البلدية إلى راعي البلدة الأب طوني جمال. فلتبقَ ذكرى الأبطال خالدة فينا لنكمل النهج المقاوم حتى النصر. 9 كانون الثاني 2017 الفصائل المسلحة الثورية اللبنانية |
| —{{{المصدر}}} |

في ذكرى أربعين رحيل المناضلة جاكلين إسبر «ريما»، أحيت يوم الأحد 8 كانون الثاني 2017، بلدة جبرايل العكارية المناسبة مع أهلها ورفاقها ومحبيها. وقد حضر للعزاء وفد من حزب الله ممثلاً من الشيخ أحمد رضا مسؤول قطاع الشمال، كما حضر وفد من الجبهة الشعبية ضم كل من مسؤول العلاقات السياسية في لبنان أبوجابر اللوباني ومسؤول منطقة الشمال أحمد غنومي. كما حضر محمود خليل ممثلا الحزب الشيوعي اللبناني.
انطلاقاً من منزل أهل البطلة جاكلين إسبر حيث وضعت صورة عملاقة لها على المدخل. انتقلت العائلة محاطة بأهالي البلدة والجوار مشياً على الأقدام باتجاه كنيسة البلدة حاملين صورتها. ودخلوا باحة الكنيسة على وقع موسيقى Marche Funebre لشوبان، حيث بدأت مراسم إحياء الذكرى.
فأقيمت صلاة على راحة نفسها ترأسها راعي أبرشية عكار وتوابعها للروم الأرثوذكس المتروبوليت باسيليوس منصور، الذي آل إلا أن يحضر بنفسه للصلاة عن راحة نفس البطلة. فكانت له كلمة هامة تؤصل جذور العمل المقاوم إلى كونه مادة بنيوية في العقيدة المسيحية أيضا، تحديدا فيما يتعلق بالصراع مع كيان العدو.
استمرت العظة قرابة 18 دقيقة فند فيها المتروبوليت منصور الأسباب العقائدية والإنسانية الجوهرية ل «مباركة الجيوش التي تدافع عن الاوطان، التي تدافع عن كرامة الناس، عن حرية الناس، عن لقمة عيش الناس، عن استمرار الناس في هويتهم».
فبحسب الميتروبوليت منصور : "الله اعطى الإنسان ان لا يكون في الاستكانة ابدا، الله اعطى الإنسان ان يكون ثائرا، ثائرا دائما لكرامته."
«نعم هذا ما جعل جاكلين اسبر، تتخذ تلك الخطوة لتكون جزءا من القضية الفلسطينية التي هي ليست، كما قال المطران جورج خضر، "هي ليست فقط قضية فلسطينية، بل قضية محلية عالمية برمتها".
وتابع: «عندما اندلعت الحرب في 2006، في جنوب لبنان، وخرجت منها المقاومة مظفرة، هذه الحرب من الغباء ان ننظر اليها، انها بين طرفين، بل يجب على العالم كله ان يقف مع المقاومة، لأنها حرب على الشر، الذي يريد ان يلتهم العالم، نعم هذا الذي دفع جاكلين اسبر، ودفع جماعة من الشباب والصبايا أن يخططوا لكي يتلقفوا رؤوس الشر والفساد، في الاسلوب الجبري في أي مكان من العالم، نعم جاكلين هي فخر، ليس لجبرائيل، وليس لعكار وليس للبنان، بل هي ككل الابطال المجاهدين الذين يريدون الخير، ليس للمسيحيين فقط وليس للفلسطينيين فقط، بل ولليهود وللمسلمين وللعرب ولكل العالم».
وطالب منصور القضية الفلسطينية وكل اصحاب القضايا العادلة في العالم، التي تهدف إلى تحرير الشعوب وإلى كرامة واستعادة الأرض لأصحابها، والتي تهدف إلى اعطاء كل ذي حق حقه، ان يقيم لجاكلين اسبر نصبا تذكاريا".
«أي حب أعظم أن يبذل الإنسان نفسه من أجل أحبائه» قول للسيد المسيح استذكره الميتروبوليت منصور ليذكر بعدها بذل المناضلة جاكلين إسبر نفسها ونذرها لحياتها في سبيل قضيتها العادلة هذه.
ومن الوحي الإنساني نفسه لقد ألقت رلى شقيقة الفقيدة كلمة باسم العائلة : «لقد أدركنا بعد وفاتك أنك أحببتنا أكثر مما أحببناكِ... سامحينا.»
ثم انتقل الحضور إلى القاعة الكبرى حيث وضعت صورة كبيرة للمناضلة جاكلين إسبر «ريما» على مدخل القاعة وصورة عملاقة في الداخلة مع نبذة عن حياة الفقيدة البطلة. ووزعت «الفصائل المسلحة الثورية اللبنانية» ورقة تجمع إلى النبذة عن حياة رفيقتهم المناضلة، بيان تبني أبرز عملياتها – أي اغتيال رئيس الموساد في أوروبا- ياعكوف بارسيمنطوف في نيسان 1982. وبيان نعي الفصائل الذي كانت قد نشرته جريدة الأخبار اللبنانية .

## أبرز عمليات الفصائل المسلحة الثورية اللبنانية
- 12 تشرين الثاني 1981 محاولة اغتيال كريستيان شابمان، القائم بالأعمال في السفارة الأميركية في باريس قرب منزله في شارع بول ديشانيل.
- 18 كانون الثاني 1982 اغتيال الليوتنان كولونيل شارلز راي ، الملحق العسكري المساعد في السفارة الأميركية في باريس قرب منزله في بولفار إيميل أوجيه.
- 3 نيسان 1982 اغتيال ياعكوف بارسيمنطوف الملحق الأمني الإسرائيلي في السفارة الإسرائيلية في باريس قرب منزله في جادة فيرديناد بويسون.
- 21 آب 1982 محاولة اغتيال رودريغ غرانت، المستشار التجاري في السفارة الأميركية عبر سيارة مفخخة في افونو بوردونيه.
- 17 أيلول 1982 اغتيال المسؤول الإسرائيلي عاموس مانيل أمام الليسيه كارنو شارع كاردينيه في باريس.
- 26 آذار 1984 محاولة اغتيال روبيرت هوم، القنصل الأميركي في ستراسبورغ.